# COSMIC (base de datos)
COSMIC (siglas de Catalogue Of Somatic Mutations In Cancer, en español: Catálogo de Mutaciones Somáticas en el Cáncer) es una base de datos en línea que recoge las mutaciones somáticas descubiertas en el cáncer humano.
Las mutaciones somáticas tienen lugar en las células no germinales, que no heredan los hijos. COSMIC recopila datos de publicaciones científicas y de estudios experimentales a gran escala del Proyecto Genoma del Cáncer (Cancer Genome Project), llevado a cabo por el Instituto Sanger de Cambridge. La base de datos está disponible, de forma gratuita y sin restricciones, a través de su sitio web.

## Origen y evolución
La base de datos COSMIC fue diseñada para recopilar y mostrar información sobre las mutaciones somáticas en el cáncer. Se lanzó en 2004, con datos de únicamente cuatro genes: HRAS, KRAS2, NRAS y BRAF.
Desde su creación, la base de datos se ha expandido rápidamente. En 2005, COSMIC contenía 529 genes examinados, procedentes de 115.327 tumores, describiendo 20.981 mutaciones.
En agosto de 2009, contenía información sobre 1,5 millones de experimentos llevados a cabo, que comprendían 13.423 genes de casi 370.000 tumores, y describiendo más de 90.000 mutaciones.
La versión 48 de COSMIC, publicada en 2010, incorpora datos de la mutación del gen p53, en colaboración con la Agencia Internacional para la Investigación del Cáncer. Dicha versión, además, proporciona coordenadas genéticas actualizadas para los modelos de genoma de referencia humano más recientes. La actualización incluye datos de más de 2,76 millones de experimentos sobre más de medio millón de tumores. El número de mutaciones documentadas en esta versión fue de 141.212.
El sitio web pretende mostrar, de manera gráfica, información compleja relativa a mutaciones específicas de fenotipos. Dicha información procede de genes seleccionados, inicialmente en el Censo de Genes del Cáncer (Cancer Gene Census), así como de búsquedas de literatura médica en PubMed.

## Proceso
La información puede ser encontrada mediante la selección de un gen, o de un tipo de tejido canceroso (fenotipo). Los resultados muestran un resumen de la información, con recuentos de mutaciones y frecuencias. La página de resumen del gen proporciona un mapa del espectro de la mutación y recursos externos, mientras que la página de resumen del fenotipo (tejido) proporciona listados de genes mutados.